# Großer Preis von Malaysia 2010
Der Große Preis von Malaysia 2010 (offiziell 2010 Formula 1 Petronas Malaysian Grand Prix) fand am 4. April auf dem Sepang International Circuit in Sepang statt und war das dritte Rennen der Formel-1-Weltmeisterschaft 2010.

## Berichte

### Hintergrund
Nach dem Großen Preis von Australien führte Fernando Alonso in der Fahrerwertung mit vier Punkten vor Felipe Massa und mit sechs Punkten vor Jenson Button. In der Konstrukteurswertung führte Ferrari mit 16 Punkten vor McLaren-Mercedes und mit 41 Punkten vor Mercedes.
Mit Michael Schumacher (dreimal), Alonso (zweimal) und Button (einmal) traten drei ehemalige Sieger zu diesem Grand Prix an.

### Training
Im ersten freien Training fuhr McLaren-Pilot Lewis Hamilton die schnellste Runde vor Nico Rosberg und seinem Teamkollegen Button. Fairuz Fauzy nahm für Lotus-Cosworth erstmals an einem Formel-1-Wochenende teil. Außerdem durfte Paul di Resta für Force India-Mercedes erneut im ersten freien Training fahren.
Im zweiten freien Training behielt Hamilton die Führungsposition. Auf Platz zwei und drei folgten die deutschen Piloten Sebastian Vettel und Rosberg.
Im dritten freien Training am Samstag war Mark Webber der schnellste Pilot. Hamilton wurde vor Vettel Zweiter.

### Qualifying

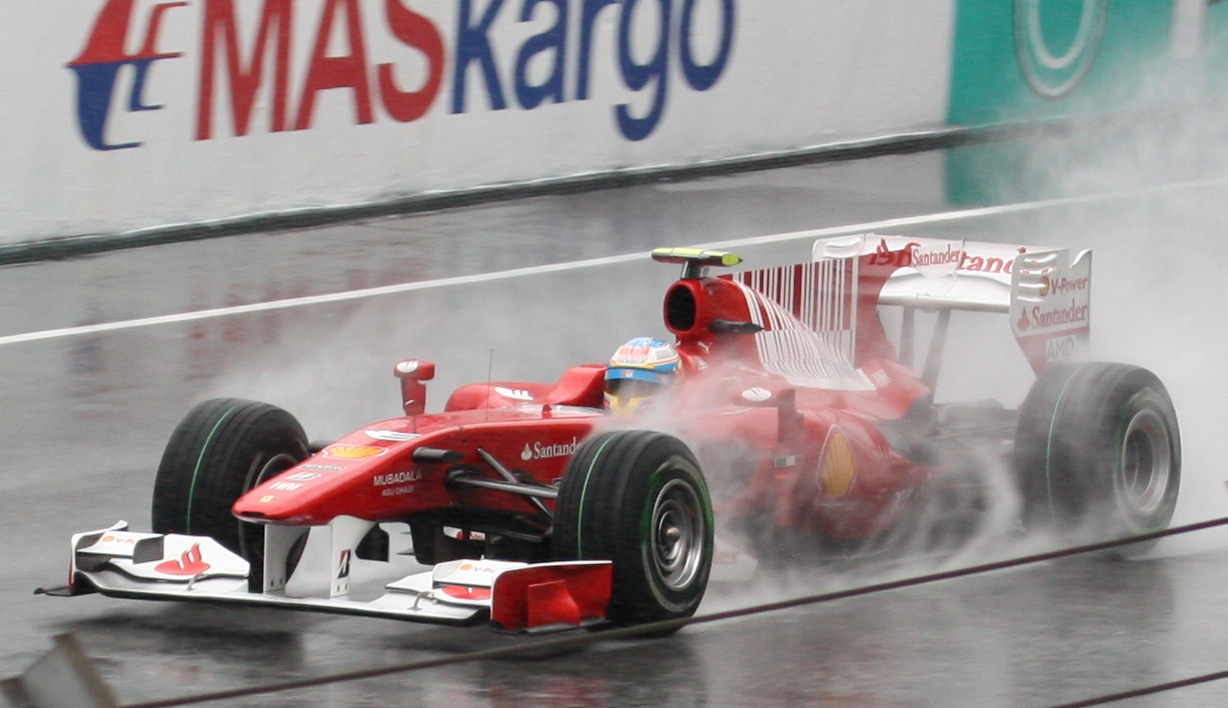
Fernando Alonso schaffte wegen starken Regens nicht den Sprung ins zweite Qualifying-Segment

Der erste Abschnitt des Qualifyings fand unter nassen Bedingungen statt. Zunächst blieben die Top-Teams in der Box und nur Vettel setzte eine Zeit. Als diese schließlich ihre Fahrer auf die Strecke geschickt hatten, wurde der Regen stärker und daher schafften es Alonso, Hamilton und Massa nicht sich für den zweiten Teil zu qualifizieren. Außerdem schieden die HRT-Piloten, Jarno Trulli und Lucas di Grassi aus. Die schnellste Zeit erzielte Robert Kubica. Button musste sein Auto nach einem Dreher abstellen. Er kam zwar ins zweite Segment, startete dort jedoch nicht.
Auch dieser Abschnitt war von den nassen Bedingungen geprägt und erneut wurden die Bedingungen kurz vor Schluss schlechter. Timo Glock, Heikki Kovalainen, Jaime Alguersuari, Sébastien Buemi, Pedro de la Rosa und Witali Petrow schieden aus. Diesmal war Vettel der schnellste Pilot. Der finale Teil des Qualifyings wurde nach zirka drei Minuten unterbrochen, da der Regen zu stark geworden war. Nachdem die Strecke wieder freigegeben war, sicherte sich Webber mit über einer Sekunde Vorsprung die Pole-Position. Webber war der einzige Fahrer, der bei den nassen Bedingungen auf Intermediate-Reifen unterwegs war. Für ihn war es die zweite Pole nach dem Großen Preis von Deutschland 2009. Von Platz zwei und drei gingen Rosberg und Vettel ins Rennen.

### Rennen
Der beste Start glückte Vettel, der von Platz drei startend die Führung von seinem Teamkollegen Webber übernahm. Rosberg lag vor Kubica auf dem dritten Platz. Ebenfalls gut gestartet waren die McLaren- und Ferrari-Piloten, die vom Ende des Feldes ins Rennen gingen. Angeführt wurde das Quartett von Hamilton, der in den nächsten Runden einige Piloten überholte. Sein Teamkollege Button fiel zunächst ans Ende des Quartetts zurück. In der fünften Runde kam es im hinteren Teil des Feldes zu einer Kollision zwischen Trulli und Glock. Während Trulli weiterfahren konnte, war das Rennen für seinen ehemaligen Teamkollegen beendet.

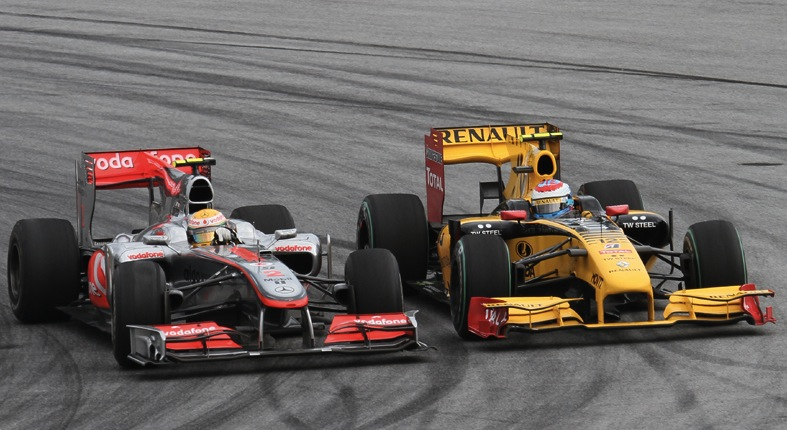
Lewis Hamilton (links) im Duell mit Witali Petrow

Während sich die beiden Red Bull an der Spitze von Rosberg absetzten, kam es zwischen Hamilton und Petrow zu einem Duell um Platz neun. Zunächst ging Hamilton nach einem Verbremser Petrows an dem Renault-Piloten vorbei. Allerdings konterte Petrow und setzte sich wieder vor Hamilton. Eine Runde später griff Hamilton Petrow erneut an und überholte ihn diesmal am Ende der Geraden endgültig. Da Hamilton bei seinem Duell mit Petrow mehrfach die Spur wechselte, wurde ihm die schwarz-weiße Flagge, die eine Verwarnung bedeutet, gezeigt. Zwei Runden später konnte auch der zweite McLaren-Pilot, Button, mit einem Überholmanöver gegen Alonso eine Positionsverbesserung vorweisen.
Nachdem Kamui Kobayashi in der neunten Runde ausrollte, war das Rennen für das Sauber-Team beendet, da sein Teamkollege de la Rosa bereits in der Runde in die Startaufstellung ausgefallen war. Beide erlitten einen Motorschaden, der durch ein Problem im Pneumatiksystem verursacht wurde. Eine Runde später musste auch Schumacher das Rennen mit einem technischen Defekt aufgeben. In der zwölften Runde kam es erneut zu einer Kollision zwischen zwei Piloten der neuen Teams. Kovalainen kollidierte mit di Grassi. Während di Grassi weiterfahren konnte, musste Kovalainen zunächst einen Reparaturstopp einlegen und kam am Ende des Rennens mit zehn Runden Rückstand ins Ziel und wurde nicht gewertet. Ein weiterer Zwischenfall in der zwölften Runde war der technisch bedingte Ausfall von Vitantonio Liuzzi.
Die Boxenstopps der Führungsgruppe änderten nichts am Klassement. Vettel behielt die Führung vor Webber, der durch einen schlechten Boxenstopp nur einen größeren Rückstand erhielt. Zwischen den beiden Piloten lag Hamilton, der wie die Ferrari-Piloten und di Grassi noch nicht an der Box war. In der 33. Runde war das Rennen auch für Petrow, der ebenfalls mit einem technischen Defekt ausschied, beendet. Nachdem auch Hamilton und die Ferrari-Piloten ihren Boxenstopp absolviert hatten, belegten sie, angeführt vom McLaren-Duo die Plätze sechs bis neun. An der Spitze bauten die Red-Bull-Renault-Piloten ihren Vorsprung auf das restliche Fahrerfeld weiterhin aus.

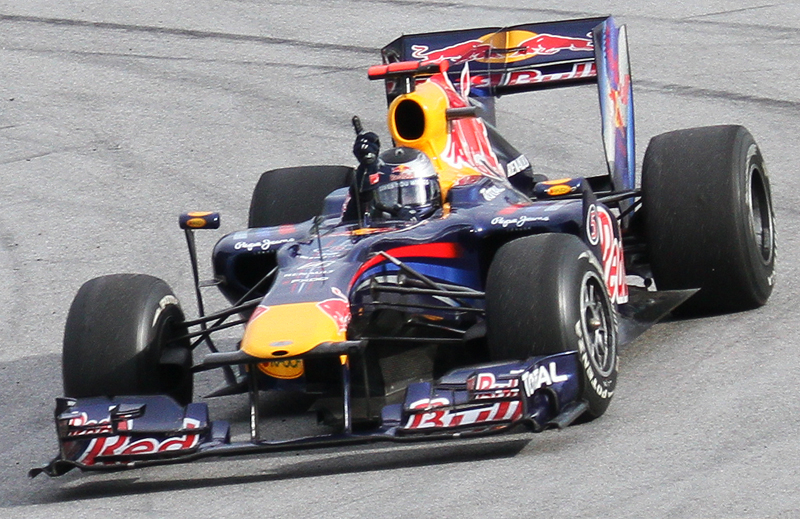
Der Sieger Sebastian Vettel nach dem Zieleinlauf

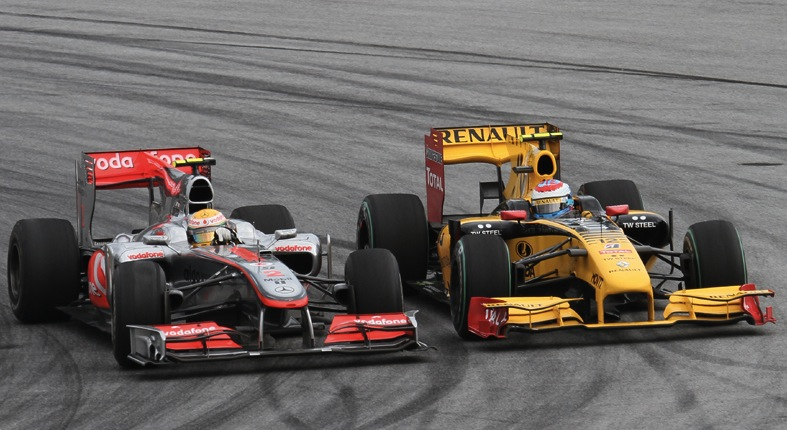
Lewis Hamilton bekam für sein Duell mit Witaly Petrow die schwarz-weiße Flagge

In der 44. Runde überholte Massa Button und nahm so den siebten Platz ein. Alonso versuchte ebenfalls an Button vorbeizugehen, ihm gelang es jedoch nicht. Zwei Runden vor Schluss fiel Alonso, der das gesamte Rennen über Problem mit Kupplung und Getriebe beklagte, mit einem Motorschaden aus.

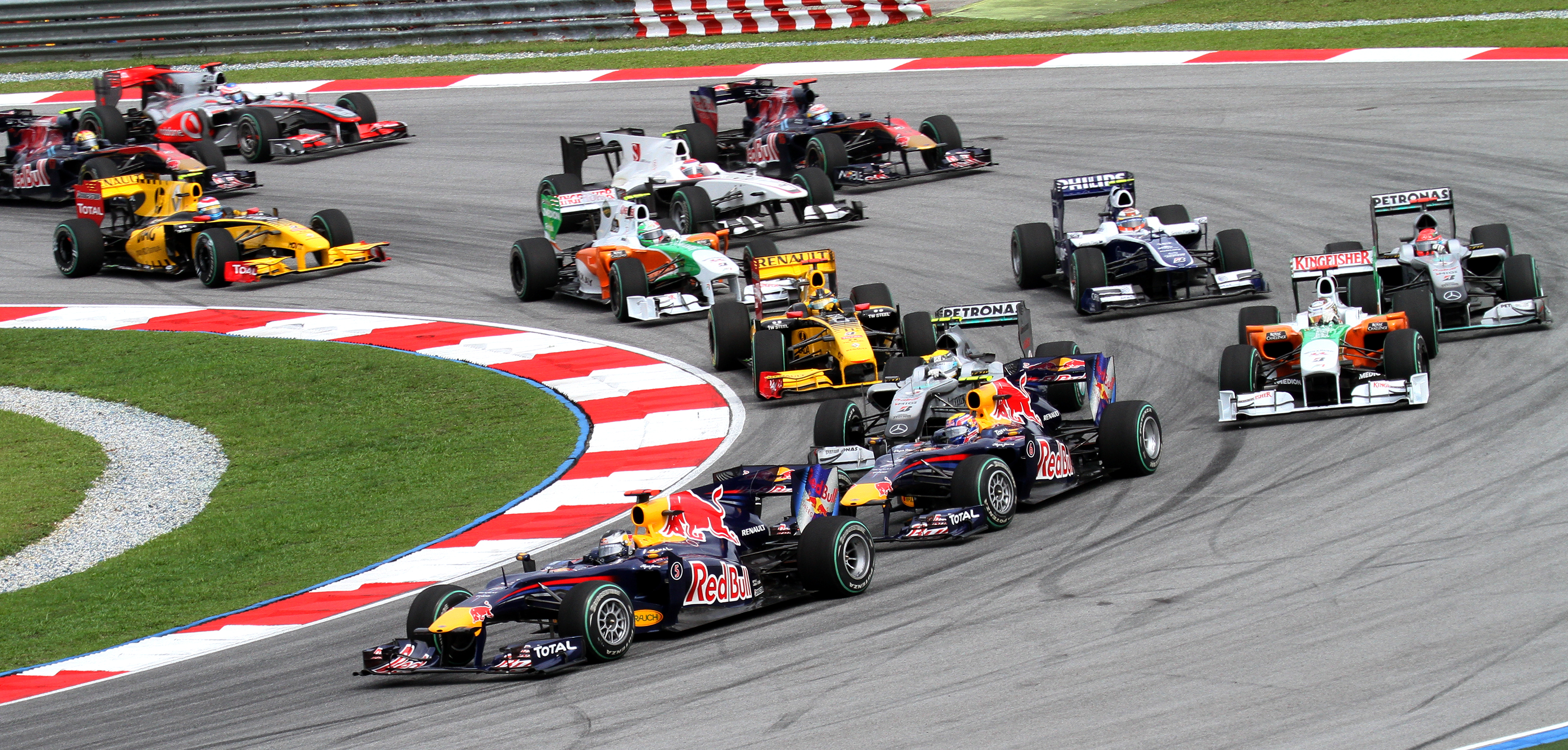
Sebastian Vettel führt das Feld in die erste Kurve

Schlussendlich gewann Vettel das Rennen vor seinem Teamkollegen Webber und sorgte somit für einen Doppelsieg der Red Bull-Renault. Für Vettel war es der sechste Sieg in der Formel-1-Weltmeisterschaft. Auf den dritten Platz kam Rosberg, der ein unspektakuläres, aber fehlerfreies Rennen fuhr, ins Ziel. Er erzielte das erste Podium für das Mercedes-Werksteam seit dem Großen Preis von Italien 1955. Kubica konnte mit einem vierten Platz erneut eine gute Platzierung herausfahren. Adrian Sutil verteidigte den fünften Platz gegen Hamilton, Massa und Button. Die weiteren Punkte gingen an Alguersuari und Nico Hülkenberg, der den ersten Punkt seiner Karriere erzielte. Di Grassi gelang es als erstem Pilot ein Rennen für Virgin-Cosworth zu beenden und war zudem der beste Pilot der neueingestiegenen Teams.
Das Rennen fand durchgängig unter trockenen Bedingungen statt. Zwar war es bewölkt und es wurden während des Rennens Regenschauer angekündigt, allerdings irrte sich der Wetterbericht und die Strecke blieb trocken.
In der Konstrukteursweltmeisterschaft behielt Ferrari die Führung vor McLaren-Mercedes und in der Fahrerweltmeisterschaft übernahm Massa die Führung von seinem Teamkollegen Alonso. Massa führte die Weltmeisterschaft zum ersten Mal seit dem Großen Preis von Frankreich 2008 wieder an.

## Meldeliste
| Team                         | Nr. | Fahrer             | Chassis           | Motor                | Reifen |
| ---------------------------- | --- | ------------------ | ----------------- | -------------------- | ------ |
| Vodafone McLaren Mercedes    | 01  | Jenson Button      | McLaren MP4-25    | Mercedes-Benz 2.4 V8 | B      |
| Vodafone McLaren Mercedes    | 02  | Lewis Hamilton     | McLaren MP4-25    | Mercedes-Benz 2.4 V8 | B      |
| Mercedes GP Petronas F1 Team | 03  | Michael Schumacher | Mercedes MGP W01  | Mercedes-Benz 2.4 V8 | B      |
| Mercedes GP Petronas F1 Team | 04  | Nico Rosberg       | Mercedes MGP W01  | Mercedes-Benz 2.4 V8 | B      |
| Red Bull Racing              | 05  | Sebastian Vettel   | Red Bull RB6      | Renault 2.4 V8       | B      |
| Red Bull Racing              | 06  | Mark Webber        | Red Bull RB6      | Renault 2.4 V8       | B      |
| Scuderia Ferrari Marlboro    | 07  | Felipe Massa       | Ferrari F10       | Ferrari 2.4 V8       | B      |
| Scuderia Ferrari Marlboro    | 08  | Fernando Alonso    | Ferrari F10       | Ferrari 2.4 V8       | B      |
| AT&T Williams                | 09  | Rubens Barrichello | Williams FW32     | Cosworth 2.4 V8      | B      |
| AT&T Williams                | 10  | Nico Hülkenberg    | Williams FW32     | Cosworth 2.4 V8      | B      |
| Renault F1 Team              | 11  | Robert Kubica      | Renault R30       | Renault 2.4 V8       | B      |
| Renault F1 Team              | 12  | Witali Petrow      | Renault R30       | Renault 2.4 V8       | B      |
| Force India F1 Team          | 14  | Adrian Sutil       | Force India VJM03 | Mercedes-Benz 2.4 V8 | B      |
| Force India F1 Team          | 15  | Paul di Resta      | Force India VJM03 | Mercedes-Benz 2.4 V8 | B      |
| Force India F1 Team          | 15  | Vitantonio Liuzzi  | Force India VJM03 | Mercedes-Benz 2.4 V8 | B      |
| Scuderia Toro Rosso          | 16  | Sébastien Buemi    | Toro Rosso STR5   | Ferrari 2.4 V8       | B      |
| Scuderia Toro Rosso          | 17  | Jaime Alguersuari  | Toro Rosso STR5   | Ferrari 2.4 V8       | B      |
| Lotus Racing                 | 18  | Jarno Trulli       | Lotus T127        | Cosworth 2.4 V8      | B      |
| Lotus Racing                 | 19  | Fairuz Fauzy       | Lotus T127        | Cosworth 2.4 V8      | B      |
| Lotus Racing                 | 19  | Heikki Kovalainen  | Lotus T127        | Cosworth 2.4 V8      | B      |
| HRT F1 Team                  | 20  | Karun Chandhok     | HRT F110          | Cosworth 2.4 V8      | B      |
| HRT F1 Team                  | 21  | Bruno Senna        | HRT F110          | Cosworth 2.4 V8      | B      |
| BMW Sauber F1 Team           | 22  | Pedro de la Rosa   | Sauber C29        | Ferrari 2.4 V8       | B      |
| BMW Sauber F1 Team           | 23  | Kamui Kobayashi    | Sauber C29        | Ferrari 2.4 V8       | B      |
| Virgin Racing                | 24  | Timo Glock         | Virgin VR-01      | Cosworth 2.4 V8      | B      |
| Virgin Racing                | 25  | Lucas di Grassi    | Virgin VR-01      | Cosworth 2.4 V8      | B      |

Anmerkungen
1. 1 2  Di Resta fuhr den Force India mit der Nummer 15 im ersten freien Training. Liuzzi übernahm das Fahrzeug anschließend für das restliche Rennwochenende.
2. 1 2  Fauzy fuhr den Lotus mit der Nummer 19 im ersten freien Training. Kovalainen übernahm das Fahrzeug anschließend für das restliche Rennwochenende.

## Klassifikationen

### Qualifying
| Pos. | Fahrer             | Konstrukteur         | Q1       | Q2       | Q3       | Start |
| ---- | ------------------ | -------------------- | -------- | -------- | -------- | ----- |
| 01   | Mark Webber        | Red Bull-Renault     | 1:51,886 | 1:48,210 | 1:49,327 | 01    |
| 02   | Nico Rosberg       | Mercedes             | 1:52,560 | 1:47,417 | 1:50,673 | 02    |
| 03   | Sebastian Vettel   | Red Bull-Renault     | 1:47,632 | 1:46,828 | 1:50,789 | 03    |
| 04   | Adrian Sutil       | Force India-Mercedes | 1:49,479 | 1:47,085 | 1:50,914 | 04    |
| 05   | Nico Hülkenberg    | Williams-Cosworth    | 1:49,664 | 1:47,346 | 1:51,001 | 05    |
| 06   | Robert Kubica      | Renault              | 1:46,283 | 1:46,951 | 1:51,051 | 06    |
| 07   | Rubens Barrichello | Williams-Cosworth    | 1:50,301 | 1:48,371 | 1:51,511 | 07    |
| 08   | Michael Schumacher | Mercedes             | 1:52,239 | 1:48,400 | 1:51,717 | 08    |
| 09   | Kamui Kobayashi    | Sauber-Ferrari       | 1:48,467 | 1:47,792 | 1:51,767 | 09    |
| 10   | Vitantonio Liuzzi  | Force India-Mercedes | 1:49,922 | 1:48,238 | 1:52,254 | 10    |
| 11   | Witali Petrow      | Renault              | 1:47,952 | 1:48,760 | –        | 11    |
| 12   | Pedro de la Rosa   | Sauber-Ferrari       | 1:47,153 | 1:48,771 | –        | 12    |
| 13   | Sébastien Buemi    | Toro Rosso-Ferrari   | 1:48,945 | 1:49,207 | –        | 13    |
| 14   | Jaime Alguersuari  | Toro Rosso-Ferrari   | 1:48,655 | 1:49,464 | –        | 14    |
| 15   | Heikki Kovalainen  | Lotus-Cosworth       | 1:52,875 | 1:52,270 | –        | 15    |
| 16   | Timo Glock         | Virgin-Cosworth      | 1:52,398 | 1:52,520 | –        | 16    |
| 17   | Jenson Button      | McLaren-Mercedes     | 1:52,211 | –        | –        | 17    |
| 18   | Jarno Trulli       | Lotus-Cosworth       | 1:52,884 | –        | –        | 18    |
| 19   | Fernando Alonso    | Ferrari              | 1:53,044 | –        | –        | 19    |
| 20   | Lewis Hamilton     | McLaren-Mercedes     | 1:53,050 | –        | –        | 20    |
| 21   | Felipe Massa       | Ferrari              | 1:53,283 | –        | –        | 21    |
| 22   | Karun Chandhok     | HRT-Cosworth         | 1:56,299 | –        | –        | 22    |
| 23   | Bruno Senna        | HRT-Cosworth         | 1:57,269 | –        | –        | 23    |
| 24   | Lucas di Grassi    | Virgin-Cosworth      | 1:59,977 | –        | –        | 24    |

### Rennen
| Pos. | Fahrer             | Konstrukteur         | Runden | Stopps | Zeit        | Start | Schnellste Runde |
| ---- | ------------------ | -------------------- | ------ | ------ | ----------- | ----- | ---------------- |
| 01   | Sebastian Vettel   | Red Bull-Renault     | 56     | 1      | 1:33:48,412 | 03    | 1:37,813 (53.)   |
| 02   | Mark Webber        | Red Bull-Renault     | 56     | 1      | + 4,849     | 01    | 1:37,054 (53.)   |
| 03   | Nico Rosberg       | Mercedes             | 56     | 1      | + 13,504    | 02    | 1:38,129 (53.)   |
| 04   | Robert Kubica      | Renault              | 56     | 1      | + 18,589    | 06    | 1:38,074 (55.)   |
| 05   | Adrian Sutil       | Force India-Mercedes | 56     | 1      | + 21,059    | 04    | 1:38,160 (55.)   |
| 06   | Lewis Hamilton     | McLaren-Mercedes     | 56     | 1      | + 23,471    | 20    | 1:37,745 (32.)   |
| 07   | Felipe Massa       | Ferrari              | 56     | 1      | + 27,068    | 21    | 1:37,784 (48.)   |
| 08   | Jenson Button      | McLaren-Mercedes     | 56     | 1      | + 37,918    | 17    | 1:38,501 (49.)   |
| 09   | Jaime Alguersuari  | Toro Rosso-Ferrari   | 56     | 1      | + 1:10,602  | 14    | 1:39,489 (44.)   |
| 10   | Nico Hülkenberg    | Williams-Cosworth    | 56     | 1      | + 1:13,399  | 05    | 1:39,124 (51.)   |
| 11   | Sébastien Buemi    | Toro Rosso-Ferrari   | 56     | 2      | + 1:18,938  | 13    | 1:37,610 (54.)   |
| 12   | Rubens Barrichello | Williams-Cosworth    | 55     | 2      | + 1 Runde   | 07    | 1:39,428 (46.)   |
| 13   | Fernando Alonso    | Ferrari              | 54     | 1      | DNF         | 19    | 1:37,231 (41.)   |
| 14   | Lucas di Grassi    | Virgin-Cosworth      | 53     | 1      | + 3 Runden  | 24    | 1:43,224 (28.)   |
| 15   | Karun Chandhok     | HRT-Cosworth         | 53     | 1      | + 3 Runden  | 22    | 1:44,790 (40.)   |
| 16   | Bruno Senna        | HRT-Cosworth         | 52     | 1      | + 4 Runden  | 23    | 1:45,334 (39.)   |
| 17   | Jarno Trulli       | Lotus-Cosworth       | 51     | 1      | + 5 Runden  | 18    | 1:43,753 (31.)   |
| –    | Heikki Kovalainen  | Lotus-Cosworth       | 46     | 2      | + 10 Runden | 15    | 1:42,701 (44.)   |
| –    | Witali Petrow      | Renault              | 32     | 1      | DNF         | 11    | 1:40,693 (32.)   |
| –    | Vitantonio Liuzzi  | Force India-Mercedes | 12     | 1      | DNF         | 10    | 1:42,594 (09.)   |
| –    | Michael Schumacher | Mercedes             | 9      | 0      | DNF         | 08    | 1:42,084 (09.)   |
| –    | Kamui Kobayashi    | Sauber-Ferrari       | 8      | 0      | DNF         | 09    | 1:43,340 (06.)   |
| –    | Timo Glock         | Virgin-Cosworth      | 2      | 0      | DNF         | 16    | 1:46,388 (02.)   |
| DNS  | Pedro de la Rosa   | Sauber-Ferrari       | –      | –      | –           | 12    | –                |

Anmerkungen
1. ↑  De la Rosa blieb bereits während seiner Fahrt zur Startaufstellung auf der Strecke stehen und konnte daher nicht zum Rennen antreten.

## WM-Stände nach dem Rennen
Die ersten zehn des Rennens bekamen 25, 18, 15, 12, 10, 8, 6, 4, 2 bzw. 1 Punkt(e).

### Fahrerwertung
| Pos. | Fahrer             | Konstrukteur         | Punkte |
| ---- | ------------------ | -------------------- | ------ |
| 01   | Felipe Massa       | Ferrari              | 39     |
| 02   | Fernando Alonso    | Ferrari              | 37     |
| 03   | Sebastian Vettel   | Red Bull-Renault     | 37     |
| 04   | Jenson Button      | McLaren-Mercedes     | 35     |
| 05   | Nico Rosberg       | Mercedes             | 35     |
| 06   | Lewis Hamilton     | McLaren-Mercedes     | 31     |
| 07   | Robert Kubica      | Renault              | 30     |
| 08   | Mark Webber        | Red Bull-Renault     | 24     |
| 09   | Adrian Sutil       | Force India-Mercedes | 10     |
| 10   | Michael Schumacher | Mercedes             | 9      |
| 11   | Vitantonio Liuzzi  | Force India-Mercedes | 8      |
| 12   | Rubens Barrichello | Williams-Cosworth    | 5      |

| Pos. | Fahrer            | Konstrukteur       | Punkte |
| ---- | ----------------- | ------------------ | ------ |
| 13   | Jaime Alguersuari | Toro Rosso-Ferrari | 2      |
| 14   | Nico Hülkenberg   | Williams-Cosworth  | 1      |
| 15   | Sébastien Buemi   | Toro Rosso-Ferrari | 0      |
| 16   | Pedro de la Rosa  | Sauber-Ferrari     | 0      |
| 17   | Heikki Kovalainen | Lotus-Cosworth     | 0      |
| 18   | Karun Chandhok    | HRT-Cosworth       | 0      |
| 19   | Lucas di Grassi   | Virgin-Cosworth    | 0      |
| 20   | Bruno Senna       | HRT-Cosworth       | 0      |
| 21   | Jarno Trulli      | Lotus-Cosworth     | 0      |
| –    | Timo Glock        | Virgin-Cosworth    | 0      |
| –    | Kamui Kobayashi   | Sauber-Ferrari     | 0      |
| –    | Witali Petrow     | Renault            | 0      |

### Konstrukteurswertung
| Pos. | Konstrukteur         | Punkte |
| ---- | -------------------- | ------ |
| 01   | Ferrari              | 76     |
| 02   | McLaren-Mercedes     | 66     |
| 03   | Red Bull-Renault     | 61     |
| 04   | Mercedes             | 44     |
| 05   | Renault              | 30     |
| 06   | Force India-Mercedes | 18     |

| Pos. | Konstrukteur       | Punkte |
| ---- | ------------------ | ------ |
| 07   | Williams-Cosworth  | 6      |
| 08   | Toro Rosso-Ferrari | 2      |
| 09   | Sauber-Ferrari     | 0      |
| 10   | Lotus-Cosworth     | 0      |
| 11   | HRT-Cosworth       | 0      |
| 12   | Virgin-Cosworth    | 0      |